# Camille Martin
Camille Emmanuel Joseph Étienne Martin, conegut com a Camille Martin (Nancy, 14 de febrer de 1861 — Nancy, 11 d'octubre de 1898) fou un pintor, paisatgista, decorador, il·lustrador i gravador francès, membre del moviment artístic de l'Escola de Nancy.
Va estudiar a l'Escola de Belles Arts de Nancy i el 1881 va guanyar el premi Jacquot, que li va permetre l'accés a l'Escola Nacional Superior d'Arts Decoratives de París. La trobada a Nancy l'any 1885 amb Hokkai Takashima i les seves obres el varen sensibilitzar amb l'art del Llunyà Orient, les tècniques de gravat sobre fusta i el varen orientar cap a les pintures de paisatges. Va experimentar amb diferents tècniques d'art —esmalt, ceràmica o xilografia entre d'altres— i va pintar sobretot paisatges dels Vosges. Va col·laborar amb d'altres artistes de l'Escola de Nancy, com Émile Friant en la decoració dels mobles per a Louis Majorelle. El 1893 va participar en el Salon du Champ-de-Mars amb Victor Prouvé i René Wiener, on va presentar diverses obres d'enquadernació que li valeren el reconeixement internacional. Entre els anys 1893 i 1895, André Marty va publicar a L'estampe originale diverses de les seves planxes original amb les de Toulouse-Lautrec o Pierre Bonnard, entre d'altres, abans de la mort prematura de Martin als trenta-set anys.

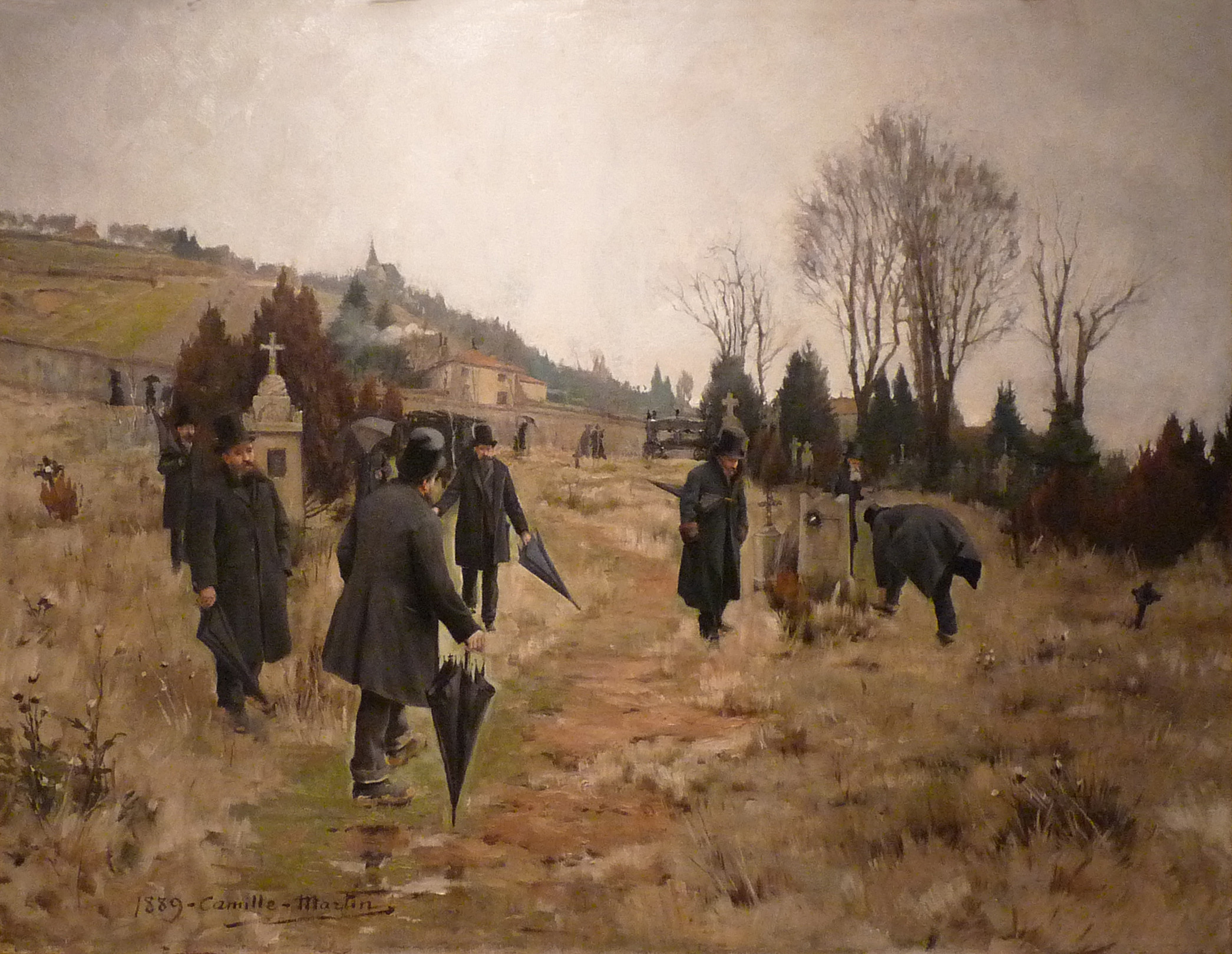
Després de l'enterrament, oli sobre tela, 1889 (Museu de les Belles Arts de Nancy)
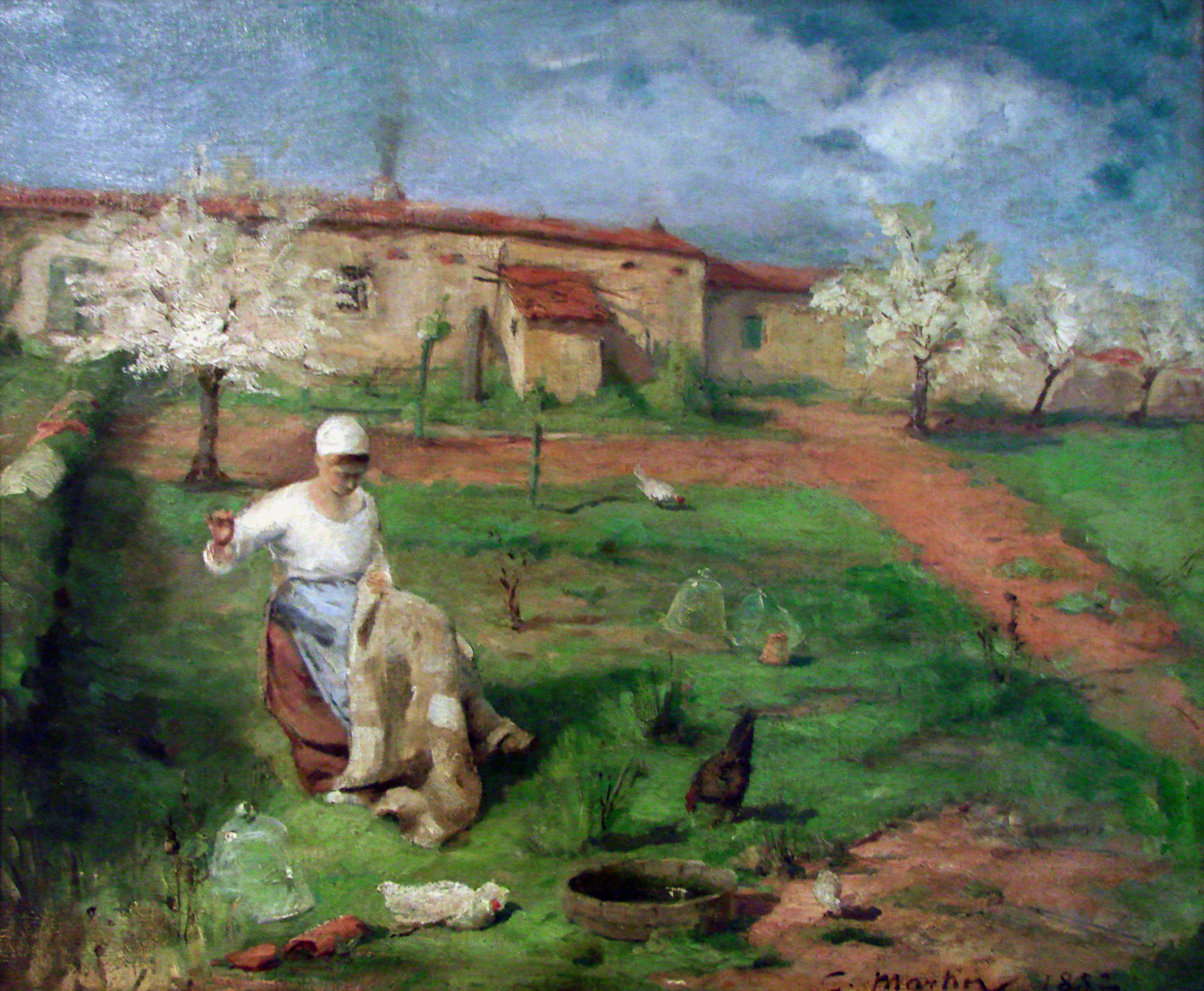
Primer sol, 1882 (Museu de Belles Arts de Nancy)
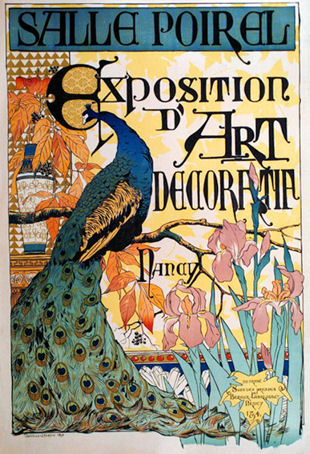
Cartell de l'exposició d'art decoratiu de les galeries Poirel de Nancy (1894)